# Privilegium (katolické kanonické právo)
Privilegium v kanonickém právu římskokatolické církve je právní pojem, podle něhož je někdo z určitého důvodu na určitou dobu vyňat z běžného působení práva.

## Definice
Papežská privilegia se podobala dispenzům, protože v obou případech šlo o výjimky z běžného fungování práva. Zatímco však „dispensy osvobozovaly určitou osobu nebo skupinu od právních povinností závazných pro zbytek obyvatelstva nebo třídu, k níž patří“, „[p]rivilegia udělovala pozitivní přízeň, které se většina lidí obecně netěší“. „Tak například licence k vyučování nebo k výkonu právnické či lékařské praxe“ byly „právními výsadami, neboť udělovaly příjemcům právo vykonávat za úplatu určité funkce, které zbytek obyvatelstva [nesměl] vykonávat. Privilegia se od dispenzí lišila tím, že dispenz byla časově omezená, zatímco privilegium bylo trvalé.“ Přesto se u takových licencí mohlo jednat i o to, co by se správně mělo označovat jako dispenz, pokud se jimi upouštělo od požadavku kanonického práva, aby jednotlivec měl určitou kvalifikaci pro výkon právnické nebo lékařské praxe, jako je například titul.
Rozdíl mezi privilegiem a dispenzí nebyl vždy jasně dodržován a používal se spíše termín dispenz než privilegium, a to i v případech, kdy z povahy úkonu jasně vyplývalo, že se jedná o privilegium. Středověcí kanonisté totiž považovali privilegia a dispensy za odlišné, i když příbuzné aspekty práva. Privilegia i indulty byly zvláštní milosti. Někteří autoři zastávají názor, že první z nich jsou pozitivní milosti, zatímco indulty jsou negativní. Papež mohl udělit titul jako pozitivní privilegium z pozice světského panovníka, nebo tak mohl učinit formou dispense od přísných požadavků kanonického práva. V obou případech se jeho oprávnění k takovému postupu nacházelo v kanonickém právu.

## Akademické tituly
V některých případech žadatelé usilovali o akademický titul, protože bez něj nemohli zastávat určitou funkci. Kanovníci některých katedrál a Westminsterského opatství museli být až do 20. století držiteli akademického titulu. Ještě koncem dvacátého století musel být děkan Westminsterského opatství doktorem nebo bakalářem teologie.
V případě udělení titulu se příjemce nepovažoval za držitele daného titulu, ale požíval veškerých výsad, které se s takovým titulem pojí, včetně kvalifikace pro výkon funkce. Udělení samotného titulu by samozřejmě znamenalo, že příjemce požívá stylu, a nikoli pouze výsad titulu. Mohli by být také například následně přijati nebo začleněni do stejného stupně ad eundum v Oxfordu nebo Cambridgi – i když se zdá, že jen málo z nich bylo takto vyznamenáno. Často však bylo obtížné si být jistý, zda se uděluje titul samotný, nebo pouze jeho status a výsady. Vzhledem ke zdánlivému účelu papežské dispenzární jurisdikce by snad bylo logičtější považovat všechny tyto „tituly“ za striktně titulové, a nikoliv věcné. Ale středověké – ne-li skutečně novověké – pojetí stupně je pojetím stupně či statusu. Člověk získá status mistra nebo doktora, který uděluje jeho univerzita (nebo ve vzácných případech papež). Nejedná se o ocenění, ale o uznání určitého stupně vzdělání. Je možná příznačné, že v záznamech (poreformačního) fakultního soudu jsou rané „lambethské tituly“ popsány ve smyslu dispensu k užívání privilegia DCL nebo jakéhokoli jiného titulu.
Uplatnění pravomoci udělit takové privilegium bylo často pozitivním krokem papeže, který měl zdůraznit jeho duchovní, ne-li světskou autoritu. V průběhu patnáctého století se v Anglii objevily pokusy omezit výkon papežské moci v opozici vůči Statutu provizorů. Aby se vyhnuli postihům, které tento zákon ukládal nestudujícím, stalo se ke konci století obvyklé, že ti klerici, kteří nevystudovali na anglických univerzitách, získávali z Říma dispensy, v několika případech včetně titulů.